# قائمة حلقات البرسيم الأسود
البَرسِيم الأسوَد أو النَّفلة السَّودَاء (باليابانية: ブラッククローバー، وبالروماجي: Burakku Kurōbā، وبالإنجليزية: Black Clover)، هي مانغا فانتازيا يابانية من تأليف ورسم يوكي تاباتا. تسلسلت في مجلة شونن جمب الأسبوعية منذ عام 2015 حتّى أغسطس 2023، وتسلسلت في جمب غيغا منذُ ديسمبر 2023م. تُركّز القصة على أستا، والذي على ما يبدو أنه ولد بدون قوة سحرية، وهذا أمر غير مألوف في العالم الذي يعيش فيه. مع زملائه السحرة في فرقة الثيران السوداء، يَطمح أستا أن يصبح إمبراطور السحر القادم. اُقتبست إلى مُسلسل أنمي تلفزيوني من إنتاج أستوديو بيرو بدأ عرضه منذُ 3 أكتوبر 2017م، حتّى 30 مارس 2021م. وتبلغ عدد حلقاته 170 حلقة.

## نظرة عامة
| الموسم | الموسم | الحلقات | الحلقات | البث الأصلي   | البث الأصلي    |
| الموسم | الموسم | الحلقات | الحلقات | البث الأول    | البث الأخير    |
| ------ | ------ | ------- | ------- | ------------- | -------------- |
|        | 1      | 51      | 51      | 3 أكتوبر 2017 | 25 سبتمبر 2018 |
|        | 2      | 51      | 51      | 2 أكتوبر 2018 | 24 سبتمبر 2019 |
|        | 3      | 52      | 52      | 1 أكتوبر 2019 | 1 ديسمبر 2020  |
|        | 4      | 16      | 16      | 8 ديسمبر 2020 | 30 مارس 2021   |

## الحلقات

### الموسم الأول (2017–18)
| ر. السلسلة | ر. في الموسم | عنوان الحلقة | تاريخ العرض الأصلي |
| --- | ------------ | --- | ------------------ |
| 1 | 1            | «أستا ويونو‏» " ‏Asuta to Yuno " (‏アスタとユノ)                                                                       | 3 أكتوبر 2017      |
| يذهب أستا ويونو لحفل تقديم كتب التعاويذ. حيث يحصل يونو على كتاب تعاويذ بورقة النفل الرباعية الأسطوري، بينما لا يحصل أستا على أي شيء. وعندما يهاجم لص يونو لسرقة كتابه، يأتي أستا لمساعدته وعندها يظهر له كتاب تعاويذ أسود يحمل ورقة نفل خماسية سوداء اللون. |              | |                    |
| 2 | 2            | «وعد الولدين‏» " ‏Shōnen no Chikai " (‏少年の誓い)                                                                     | 10 أكتوبر 2017     |
| يتذكّر يونو طفولته مع أستا والمواقف التي حدثت معهما، خصوصاً الموقف الذي دفعه ليقرر أن يصبح إمبراطور السحر رفقة أستا. |              | |                    |
| 3 | 3            | «إلى عاصمة مملكة كلوفر الملكيّة‏» " ‏Kurōbā Ōkoku, ōto e! " (‏クローバー王国、王都へ！)                                 | 17 أكتوبر 2017     |
| يتدرّب كلّ من أستا ويونو بمشقة للإستعداد لرحلتهما نحو عاصمة مملكة كلوفر الملكية من أجل خوض أختبار الإلتحاق بفرسان السحر. |              | |                    |
| 4 | 4            | «اختبار الالتحاق بفرسان السّحر‏» " ‏Mahō kishi dan nyūdan shiken " (‏魔法騎士団入団試験)                                | 24 أكتوبر 2017     |
| أخيراً يصل أستا ويونو إلى العاصمة الملكية لمملكة كلوفر، ويبدأ أختبار الإلتحاق بفرسان السحر. |              | |                    |
| 5 | 5            | «الطّريق نحو لقب إمبراطور السّحر‏» " ‏Mahō tei e no michi " (‏魔法帝への道)                                              | 31 أكتوبر 2017     |
| في المرحلة الأخيرة من أختبار الإلتحاق بفرسان السحر، يجب على المشتركين قتال بعضهم في قتالات ثنائية، وبعد ذلك سيتم أختيار من سيلتحق بفرسان السحر ومن سيفشل في ذلك.                                                                                            |              | |                    |
| 6 | 6            | «الثيران السوداء‏» " ‏Kuro no Bōgyū " (‏黒の暴牛)                                                                      | 7 نوفمبر 2017      |
| ينضمّ أستا إلى أحد فريق فرسان السحر الملقب بالثيران السوداء ويذهب إلى قاعدتهم، وهناك يلتقي بباقي الأعضاء الذين يرفضون الإعتراف به كعضوٍ جديد إلى أن يثبت نفسه.                                                                                                |              | |                    |
| 7 | 7            | «العضو الجديد الآخر‏» " ‏Mō ichi nin no shin nyūdan in " (‏もう一人の新入団員)                                         | 14 نوفمبر 2017     |
| يتعرف أستا على أعضاء الثيران السوداء ويدخل المقر أخيراً في جولة له مع ماغنا، وفي وقتٍ لاحق يلتقي العضو الجديد الآخر. |              | |                    |
| 8 | 8            | «هيا! هيا! المهمة الأولى‏» " ‏Gōgō hatsu ninmu " (‏ゴーゴー初任務)                                                     | 21 نوفمبر 2017     |
| بعد أن ألتحق أستا بفرقة الثيران السوداء من فرسان السحر، يجد نفسه يقوم بالأعمال المنزلية بدل القيام بالمهمات التي على فرسان السحر القيام بها. |              | |                    |
| 9 | 9            | «وحوش‏» " ‏Kemono " (‏獣)                                                                                              | 28 نوفمبر 2017     |
| ينطلق أستا وماغنا ونويل إلى قرية سوسي في مهمتهم الأولى تحت طلب من عمدتها العجوز سيهي الذي يعرفه ماغنا منذ وقت طويل من أجل صيد الخنازير البرية التي تُتلف الحقول.                                                                                             |              | |                    |
| 10 | 10           | «أولئك الذين يحمون‏» " ‏Mamoru mono " (‏護る者)                                                                        | 5 ديسمبر 2017      |
| بعد أن ظهرت تعويذة جديدة في كتاب نويل، تقوم هذه الأخيرة بحماية القرويين بينما يواصل أستا قتاله مع هيث. |              | |                    |
| 11 | 11           | «ما حدث في يوم معيّن في بلدة القلعة‏» " ‏Toaru hi no jōkamachi de no dekigoto " (‏とある日の城下町での出来事)           | 12 ديسمبر 2017     |
| بعد إنهاء أستا لمهمته الأولى يحظى بأول أجرة له وأول يوم عطلة، تصطحبه فانيسا حينها هو ونويل إلى بلدة القلعة لشراء بعض الأدوات السحرية، والبحث عن بعضها لمساعدة نويل في التحكم بقواها السحرية.                                                                |              | |                    |
| 12 | 12           | «إمبراطور السّحر قد رأى‏» " ‏Mahō tei wa mita " (‏魔法帝は見た)                                                         | 19 ديسمبر 2017     |
| تصطحب فانيسا أستا ونويل إلى السوق السوداء وهناك تتعرض عجوز للسرقة من قبل لص فيلاحقه أستا. وفي وقتٍ لاحق يذهب يونو في أول مهمة له وفي الطريق يتوقف في قرية هاجي.                                                                                              |              | |                    |
| 13 | 13           | «إمبراطور السحر قد رأى، تتمة‏» " ‏Zoku mahō tei wa mita " (‏続・魔法帝は見た)                                          | 26 ديسمبر 2017     |
| في مهمة مرافقة، يتعرض يونو وكلاوس وميموسا لهجوم من مجموعة مجهولة من الرجال. يشعر كلاوس أنهم في خطر ويحاول إيصال سليم في أسرع وقت، إلّا أنّ هذا الأخير يصر على زيارة قرية يونو.                                                                                |              | |                    |
| 14 | 14           | «ديماس‏» " ‏Ma miya " (‏魔宮)                                                                                          | 9 يناير 2018       |
| يظهر ديماس بشكلٍ غامض، فيختار إمبراطور السحر تعيين فريقين لإستكشافه، فريق من الثيران السوداء به أستا وفريق من الفجر الذهبي به يونو |              | |                    |
| 15 | 15           | «ساحر داياموند‏» " ‏Daiyamondo no ma shirube senshi " (‏ダイヤモンドの魔導戦士)                                        | 16 يناير 2018      |
| ينقذ يونو أستا ونويل من موت محقق بينما ينطلق لاك للبحث عن ساحر قوي إستشعره ليقاتله. |              | |                    |
| 16 | 16           | «أصدقاء‏» " ‏Nakama " (‏仲間)                                                                                          | 23 يناير 2018      |
| بينما يقاتل لاك ساحر داياموند، يهاجم ساحر آخر من داياموند مجموعة يونو عند بوابة غرفة الكنز. وفي وقتٍ لاحق يلتحق أستا ونويل بلاك لمساعدته. |              | |                    |
| 17 | 17           | «مدمِّر‏» " ‏Hakaimono " (‏破壊者)                                                                                       | 30 يناير 2018      |
| يونو يقاتل ساحر مملكة داياموند بكل قوته لكن من دون فائدة، سحر يونو لا يؤثر أبداً، ويونو في ورطة. |              | |                    |
| 18 | 18           | «ذكريات عنك‏» " ‏Tsuioku no kimi " (‏追憶の君)                                                                         | 6 فبراير 2018      |
| بعد هزيمة أستا لساحر مملكة داياموند، يتجه سحرة مملكة كلوفر إلى غرفة الكنز، لكن الخطر يعود من جديد. |              | |                    |
| 19 | 19           | «دمار وخلاص‏» " ‏Hōkai to kyūsai " (‏崩壊と救済)                                                                       | 13 فبراير 2018     |
| وجّه أستا ضربة حاسمة لساحر مملكة داياموند، لكنه تلقى أيضاً إصابة خطيرة، وبينما ميموسا تحاول علاجه بسحره، يعود مارس ليوجه الضربة القاضية. |              | |                    |
| 20 | 20           | «اجتماع في العاصمة الملكية‏» " ‏Ōto shūketsu " (‏王都集結)                                                             | 20 فبراير 2018     |
| بعد غزو الديماس، يستيقظ أستا بعد أسبوع من النوم بسبب إصابته الخطيرة، وعندها يخبره قائده أنّ عليه الذهاب لإعطاء تقرير في مقر فرسان السحر، وهناك يجد إمبراطور السحر.                                                                                           |              | |                    |
| 21 | 21           | «ثورة العاصمة‏» " ‏Ōto sōran " (‏王都騒乱)                                                                             | 27 فبراير 2018     |
| بينما الأوضاع حامية بين فرسان السحر في حفل توزيع الأوسمة، تتعرض عاصمة مملكة كلوفر إلى هجوم مفاجئ من عدو مجهول. |              | |                    |
| 22 | 22           | «رقصة السحر الوحشية‏» " ‏Mahō ranbu " (‏魔法乱舞)                                                                      | 6 مارس 2018        |
| يصل أستا في الوقت المناسب لإنقاذ الطفلة، وفي تلك الأثناء ينتشر جميع فرسان السحر في المدينة لمحاولة حماية السكان وإيقاف الهجوم. |              | |                    |
| 23 | 23           | «الأسد الملك القرمزي‏» " ‏Guren no shishiō " (‏紅蓮の獅子王)                                                           | 13 مارس 2018       |
| يواجه أستا صعوبة كبيرة في مواجهة خصمه الذي يتحكم في الجثث، وفي تلك الأثناء يتدخل أحد قادة فرق فرسان السحر. |              | |                    |
| 24 | 24           | «ظلام‏» " ‏Burakku auto " (‏ブラックアウト)                                                                            | 20 مارس 2018       |
| يتغلب فويغوليون على راديس، ما يساعد بقية فرسان السحر على التغلب على خصومهم في مناطقهم، لكن حينها يظهر سحر غريب من العدم وينال منهم جميعاً. |              | |                    |
| 25 | 25           | «مِحنة‏» " ‏Gyakkyō " (‏逆境)                                                                                           | 27 مارس 2018       |
| يتم إبتلاع القائد فويغوليون بالسحر المكاني أمام أنظار أستا والآخرين. تدرك نويل أن مُلقي التعويذة يجب أن يكون في مكان قريب، نظراً لأن التعويذة حددت موقع فويغوليون. يعثر أستا على مُلقي التعويذة، لكن شيئاً لا يصدق يحدث بعد ذلك.                                |              | |                    |
| 26 | 26           | «وحوش مصابة‏» " ‏Teoi no kemono " (‏手負いの獣)                                                                        | 3 أبريل 2018       |
| تصل تعزيزات العدو ويجد أستا نفسه في مأزق ومع ذلك يحاول هو وليوبولد قتالهم رغم تفوق العدو العددي. |              | |                    |
| 27 | 27           | «نور‏» " ‏Hikari " (‏光)                                                                                               | 10 أبريل 2018      |
| يُنقَذ أستا من المجموعة التي تطلق على نفسها عين شمس منتصف الليل من قِبل إمبراطور السحر يوليوس، الذي كان ينتظرهم في قاعدتهم. كل من أستا وأعضاء عين شمس منتصف الليل أنتابهم رهبة من قوة يوليوس.                                                                  |              | |                    |
| 28 | 28           | «الشخص الذي كرست قلبي له‏» " ‏Kokoro ni Kimeta Hito " (‏心に決めた人)                                                  | 17 أبريل 2018      |
| يستعد فينرال لحضور تجمع مختلط لِلقاء الفتيات، وبعد تفكير طويل يختار اصطحاب أستا ولاك معه. وتبدأ محاولاته للحصول على حبيبة. |              | |                    |
| 29 | 29           | «طريق‏» " ‏Michi " (‏道)                                                                                               | 24 أبريل 2018      |
| الحلقة عبارة عن ذكريات غوردون ونويل عن أستا وما مروا به معاً في الفرقة وفي المهام التي خاضوها. |              | |                    |
| 30 | 30           | «ساحر المرايا‏» " ‏Kagami no Madōshi " (‏鏡の魔道士)                                                                   | 1 مايو 2018        |
| يحصل فرسان السحر في فرقة الثيران السوداء على عطلة ويذهب أستا للقاء أشقاء ريبيكا. وهناك يلتقي بماري أخت غوش الذي يغضب كثيراً للأمر. |              | |                    |
| 31 | 31           | «ملاحقة فوق الثلج‏» " ‏Setsujō no Tsuigeki " (‏雪上の追跡)                                                             | 8 مايو 2018        |
| يعلم أستا والبقية بأمر اختفاء الأطفال، ويكتشفون لاحقاً أنّ أحد الأطفال المختفين هي ماري أخت غوش، ويبدأ البحث عنهم. |              | |                    |
| 32 | 32           | «البراعم الثلاثية‏» " ‏Mitsuba no Me " (‏三つ葉の芽)                                                                   | 15 مايو 2018       |
| ينجح أستا وغوش والأخت في التغلب على الأخوين، وعند محاولتهم لمساعدة الأطفال يظهر أحد أعضاء عين شمس منتصف الليل الذين هاجموا العاصمة. |              | |                    |
| 33 | 33           | «لمساعدة شخصٍ ما يوماً ما‏» " ‏Itsuka Dareka no Tame ni naru " (‏(いつか誰かの為になる)                                  | 22 مايو 2018       |
| سحر هلام سالي غير متوافق للغاية مع سحر المرايا الخاص بغوش. لذا تستخدم عنصرها السحري المظلم وتحول بارو إلى وحش طيني عملاق، مما يجعل غوش يأخذ ماري ويهرب. |              | |                    |
| 34 | 34           | «سحر النور ضد سحر الظلام‏» " ‏Hikari Mahō Bāsasu Yami Mahō " (‏光魔法VS闇魔法)                                         | 29 مايو 2018       |
| بعد حضور قائد عين شمس منتصف الليل وفي اللحظة التي يهاجم فيها أستا، يظهر يامي قائد الثيران السوداء وتبدأ المعركة بين القائدين. |              | |                    |
| 35 | 35           | «نور العقاب‏» " ‏Sabaki no Hikari " (‏裁きの光)                                                                        | 5 يونيو 2018       |
| تشتد المعركة بين سحر النور الخاص بليخت قائد عين شمس منتصف الليل وسحر الظلام الخاص بيامي، قائد الثيران السوداء، فمن سيفوز؟. |              | |                    |
| 36 | 36           | «ثلاثة أعين‏» " ‏Mittsu no Me " (‏三つの眼)                                                                            | 12 يونيو 2018      |
| بعد أن هزم غوش ليخت قائد شمس منتصف الليل بتعويذته الرائعة، ينتظر الجميع إنتعاش سحر فينرال المكاني لينقلهم إلى المملكة لإستجواب ليخت ورفيقه، ولكن... |              | |                    |
| 37 | 37           | «الشخص الذي لا سحر له‏» " ‏Maryoku Naki Mono " (‏魔力無き者)                                                           | 19 يونيو 2018      |
| بعد أن حضر قادة فرسان السحر، تبدأ معركة حامية بينهم وبين العين الثالثة، وأثناء ذلك، ينطلق أستا ويوجه ضربته. |              | |                    |
| 38 | 38           | «اجتماع قادة فرسان السحر‏» " ‏Mahō Kishi-dan Danchō Kaigi " (‏魔法騎士団団長会議)                                      | 26 يونيو 2018      |
| بعد انتهاء المواجهة مع عين شمس منتصف الليل، يعقد قادة فرسان السحر اجتماعاً تحت طلب إمبراطور السحر الذي يطلب حضور أستا. |              | |                    |
| 39 | 39           | «تحية الورقة الثلاثية‏» " ‏Mitsuba no Keirei " (‏三つ葉の敬礼)                                                         | 3 يوليو 2018       |
| يكشف إمبراطور السحر وجود خائن بين قادة فرسان السحر، ما سبب مفاجأة كبيرة لهم، وبعد ذلك يكلّف فرقة الثيران السوداء بمهمة خطيرة جدّاً. |              | |                    |
| 40 | 40           | «قصة شاطئ أسود‏» " ‏Kuro no Kaigan Monogatari " (‏黒の海岸物語)                                                        | 10 يوليو 2018      |
| يتجه أستا وزملاؤه في الثيران السوداء إلى البحر لتفقده قبل دخوله والإتجاه إلى المعبد الذي تحت الماء للبحث عن الحجر السحري. |              | |                    |
| 41 | 41           | «فتاة الماء تتطور‏» " ‏Mizu no Seichō Monogatari " (‏水の娘成長物語)                                                   | 17 يوليو 2018      |
| تحاول نويل التحكم في سحرها لتقلّ الجميع إلى المعبد الذي تحت الماء ليلة أكتمال القمر، وأثناء ذلك تلتقي هي وأستا بفتاة غامضة اسمها كاهونو. |              | |                    |
| 42 | 42           | «المعبد الذي تحت الماء‏» " ‏Kaitei Shinden " (‏海底神殿)                                                               | 24 يوليو 2018      |
| يصل يوم أكتمال القمر وتنطلق الثيران السوداء نحو المعبد الذي تحت الماء بمساعدة تعويذة نويل. |              | |                    |
| 43 | 43           | «معركة المعبد الملكية‏» " ‏Shinden Batoru Rowaiyaru " (‏神殿バトルロワイヤル)                                          | 31 يوليو 2018      |
| تبدأ لعبة الكاهن الأكبر التي فرضها على الثيران السوداء ويبدأ كلّ منهم بمواجهة خصومهم من أجل الحصول على حجر السحر. |              | |                    |
| 44 | 44           | «كرة النّار المباشرة بشكل عديم الجدوى والبرق الهائج‏» " ‏Guchokuna Kakyū to Honpōna Inazuma " (‏愚直な火球と奔放な稲光) | 7 أغسطس 2018       |
| يظهر فيتّو، أحد كبار عين شمس منتصف اللّيل أمام ماغنا ولاك، راغباً في الحصول على حجر السّحر بالقوّة. وفي تلك الأثناء، لا يستطيع يامي الذّهاب إليهم بسبب سحر الكاهن الأكبر.                                                                                         |              | |                    |
| 45 | 45           | «الفتى الذي لا يعرف متى يستسلم‏» " ‏Akirame no Warui Otoko " (‏諦めの悪い男)                                           | 14 أغسطس 2018      |
| يصل أستا في اللحظة التي يوجّه فيه ماغنا ولاك ضربتهما المركبة، وفي مكان آخر يواجه غوش خصماً قويّاً. |              | |                    |
| 46 | 46           | «استفاقة‏» " ‏Kakusei " (‏覚醒)                                                                                        | 21 أغسطس 2018      |
| تصل نويل وكاهونو في الوقت المناسب لإنقاذ أستا من بين يديّ فيتو، وعندها تبدأ معركة بين فيتو وكاهونو وأخيها الذي أيقظته بعدما تلقى ضربة قوية من فيتو. |              | |                    |
| 47 | 47           | «السلاح الوحيد‏» " ‏Yuiitsu no Buki " (‏唯一の武器)                                                                    | 28 أغسطس 2018      |
| قوة فيتو كبيرة للغاية وفاقت كلّ التصورات، نويل وأستا لا يتسطيعان فعل شيء بمفردهما أمامه بإصابات أستا وإستنفاد نويل لسحرها، وتأتي فانيسا وفينرال للمساعدة. |              | |                    |
| 48 | 48           | «يأس ضد أمل‏» " ‏Zetsubō Bāsasu Kibō " (‏絶望VS希望)                                                                   | 4 سبتمبر 2018      |
| يوحّد أستا وفانيسا وفينرال قواهم وكلّ ما لديهم في مواجة فيتو الذي أيقظ سحره الحقيقي الهائل. |              | |                    |
| 49 | 49           | «وراء الحدود‏» " ‏Genkai no Saki " (‏限界の先)                                                                         | 11 سبتمبر 2018     |
| يتابع أستا معركته الصعبة للغاية مع فيتو بمساعدة فانسا وفينرال إضافة إلى مجيء غوش وتشارمي وغراي. |              | |                    |
| 50 | 50           | «نهاية المعركة، نهاية اليأس‏» " ‏Tatakai no Hate Zetsubō no Owari " (‏戦いの果て 絶望の終わり)                         | 18 سبتمبر 2018     |
| تنتهي المعركة أخيراً بعد ظهور يامي في آخر لحظة، ويبقى أن يتعافى الثيران السوداء قبل عودتهم إلى السطح. |              | |                    |
| 51 | 51           | «دليل الصواب‏» " ‏Tadashi-sa no Shōmei " (‏正しさの証明)                                                               | 25 سبتمبر 2018     |
| يعود الثيران السوداء من مهمتهم بسلام، ويذهب يامي لإعطاء تقرير لإمبراطور السحر، وهناك يكتشفون أن المملكة تتعرض للهجوم. |              | |                    |

### الموسم الثاني (2018–19)
| ر. السلسلة | ر. في الموسم | عنوان الحلقة | تاريخ العرض الأصلي |
| --- | ------------ | --- | ------------------ |
| 52 | 1            | «الفوز للأقوى‏» " ‏Tsuyoi Hōga Katsu " (‏強い方が勝つ)                                                                            | 2 أكتوبر 2018      |
| يصل الفجر الذهبي لبلدة كيتين للدفاع عنها أمام جيش داياموند الذي يتفاجأ بقوة فرسان سحر مملكة كلوفر. يصل يامي ومن معه ويذهب للقاء فانجاس قائد الفجر الذهبي. |              | |                    |
| 53 | 2            | «خلف القناع‏» " ‏Kamen no Oku " (‏仮面の奥)                                                                                       | 9 أكتوبر 2018      |
| يلتقي يونو وأستا بعد وقت طويل، ثم يظهر أخ فينرال. وعلى شجرة العالم، يطلب يامي من فانجانس خلع قناعه. |              | |                    |
| 54 | 3            | «لن يتكرّر أبداً‏» " ‏Mōnidoto " (‏もう二度と)                                                                                      | 16 أكتوبر 2018     |
| يأخذ يامي أستا إلى ساحر شفاء يعمل مباشرة تحت إمرة إمبراطور السحر من أجل فحص ذراعيه، وهناك يتلقّى أستا خبراً صادماً. |              | |                    |
| 55 | 4            | «الرّجل المدعوّ فانزيل‏» " ‏Fanzeru to Yū otoko " (‏ファンゼルという男)                                                             | 23 أكتوبر 2018     |
| تحكي هذه الحلقة قصة لقاء أستا بفانزيل الذي زارته نويل وفينرال من أجل بعض المعلومات لأوّل مرة قبل خمسة أشهر. |              | |                    |
| 56 | 5            | «الرّجل المدعوّ فانزيل، تتمة‏» " ‏Zoku Fanzeru to Yū otoko " (‏続・ファンゼルという男)                                              | 30 أكتوبر 2018     |
| تتمة لقصة الرّجل المدعوّ فانزيل الذي إلتقاه أستا قبل إنضمامه لفرسان السحر، حيث تروي الحلقة قصة لقائه بالثيران السوداء بعد إنضمام أستا لها. |              | |                    |
| 57 | 6            | «تسلّل‏» " ‏Sen'nyū " (‏潜入) | 6 نوفمبر 2018      |
| بعد أن أخبرت دومينانت نويل وفينرال بإمكان وجود علاج لذراعي أستا في ديارها، غابة المشعوذات، يقررون الذهاب إليها في محاولة لعلاج أستا وهناك يجدون فانيسا. |              | |                    |
| 58 | 7            | «قرار ساحة المعركة‏» " ‏Senjō no Ketsudan " (‏戦場の決断)                                                                         | 13 نوفمبر 2018     |
| بينما كان أستا والآخرون يجتمعون مع ملكة المشعوذات، كانت قوات مملكة دايموند وعين شمس منتصف الليل تقترب من غابة المشعوذات. يطلب الفريق من ملكة المشعوذات علاج ذراعي أستا حتى يتمكن من المساعدة في حماية المشعوذات من القوات القادمة.                                                                                            |              | |                    |
| 59 | 8            | «نيران الكراهية‏» " ‏Zōo no Honō " (‏憎悪の炎)                                                                                    | 20 نوفمبر 2018     |
| بعد تعافي ذراعي أستا من اللعنة الذي وضِعت عليهما يخرج هو وفينرال وفانيسا لمواجهة فانا من عين شمس منتصف الليل التي تستعمل روح النار القوية وتبدأ المعركة بينهم. |              | |                    |
| 60 | 9            | «كفّارة الهاربين‏» " ‏Rihan-sha no Shokuzai " (‏離反者の贖罪)                                                                      | 27 نوفمبر 2018     |
| أثناء مواجهة أستا ورفاقه من الثيران السوداء فانا وروح النار الخاص بها، يذهب فانزيل لمواجهة جيش مملكة داياموند الذي يترأسه مارس ولادروس، تلميذان سابقان له. |              | |                    |
| 61 | 10           | «العالم الموعود‏» " ‏Yakusoku no Sekai " (‏約束の世界)                                                                            | 4 ديسمبر 2018      |
| يفكر فانزيل ومارس في خطة فعالة لهزيمة لادروس وسحره ويتجان نحو أستا الذي يقاتل فانا والسلمندر ذي القوة السحرية الهائلة. |              | |                    |
| 62 | 11           | «أولئك الذين يدعمون بعضهم‏» " ‏Takame Au Sonzai " (‏高め合う存在)                                                                 | 11 ديسمبر 2018     |
| بعد معركة حادة، يتمكن مارس وأستا من إيقاف فانا، وتستعيد ذكرياتها أخيراً، وبينما يحاول الجميع الذهاب لمساعدة مارييلا والبقية، يظهر لادروس الذي ظنوا أن أمره انتهى من جديد. |              | |                    |
| 63 | 12           | «هذا لا شيء‏» " ‏Nandemonai " (‏何でも無い)                                                                                       | 18 ديسمبر 2018     |
| تظهر قوة غريبة بداخل أستا وتتجسّد حوله على شكل هالة سوداء تعطيه قوة كبيرة يواجه بها لادروس الذي إمتص قوة روح النار السلمندر. |              | |                    |
| 64 | 13           | «خيط القدر الأحمر‏» " ‏Unmei no Akai Ito " (‏運命の赤い糸)                                                                        | 25 ديسمبر 2018     |
| تتحكّم ملكة المشعوذات بأستا بعد أن ساعدته في إيقاظ قواه النائمة وتريد قتل رفاقه بإستعماله، لكنّ فانيسا يائسة من أجل إنقاذ أصدقائها. |              | |                    |
| 65 | 14           | «لقد عدت‏» " ‏Tadaima " (‏ただいま)                                                                                               | 8 يناير 2019       |
| بعد تشغيل فانيسا لتعويذتها الجديدة، تمكّنت من هزيمة ملكة المشعوذات التي لم تصدق ما حدث. |              | |                    |
| 66 | 15           | «سرّ عين شمس منتصف اللّيل‏» " ‏Byakuya no Magan no Himitsu " (‏白夜の魔眼のひみつ)                                                  | 15 يناير 2019      |
| يستدعي كلاوس ميموسا ويونو من أجل دراسة عين شمس منتصف الليل للإستعداد لأي قتال مفاجئ معهم ويستذكرون كلّما ما قاموا به منذ ظهروهم لأول مرة. |              | |                    |
| 67 | 16           | «موعد مهرجان ممتع مزدوج‏» " ‏Tanoshī o Matsuri Daburu Dēto " (‏楽しいお祭りWデート)                                               | 22 يناير 2019      |
| يعود الأمان والسلام إلى فرقة الثيران السودان من جديد، ويبدأ مهرجان النجوم السنوي، فيتجه الجميع لحضوره والإستمتاع به. |              | |                    |
| 68 | 177          | «معركة حتّى الموت؟ يامي ضدّ جاك‏» " ‏Shitō!? Yami Bāsasu Jakku " (‏死闘!? ヤミVSジャック)                                           | 29 يناير 2019      |
| يجد أستا القائد يامي والقائد جاك من السراعيف الخضراء على وشك بدء معركة حامية بينهما يحاول فيها القائد جاك تسوية حسابه مع يامي. |              | |                    |
| 69 | 18           | «حزن عذراء الورد البري‏» " ‏Ibara Otome no Yūutsu " (‏荊乙女の憂鬱)                                                               | 5 فبراير 2019      |
| يستمر مهرجان النجوم، وهذه المرة بحضور قائدة فرسان الوردة الزرقاء حيث تبدأ مناسفة بينها وبين فانيسا من الثيران السوداء. |              | |                    |
| 70 | 19           | «نجمان جديدان‏» " ‏Futatsu no Shinsei " (‏二つの新星)                                                                             | 12 فبراير 2019     |
| يبدأ أخيراً الإعلان عن إنجازات فرق فرسان السحر ويقوم إمبراطور السحر به بنفسه. بعد إعلان ترتيب الفرق، يعلن الملك خبراً جديداً للجميع. |              | |                    |
| 71 | 20           | «اللّبؤة غير المهزومة وغير المتوّجة‏» " ‏Mukan Muhai no Onna Shishi " (‏無冠無敗の女獅子)                                           | 19 فبراير 2019     |
| يلتقي يونو وأستا أخت فيوغوليون والقائد الجديدة لفرقة الأسود الملوك القرمزية التي تأخذهم معها إلى معسكر تدريب. |              | |                    |
| 72 | 21           | «نار القديس إيلمو‏» " ‏Sento Erumo no Hi " (‏セントエルモの火)                                                                    | 26 فبراير 2019     |
| بعد أن كان أستا يصارع من أجل التنفس والتحرك في بيئة البركان، يكتشف أخيراً طريقة ليصل إلى قمة الجبل بعد أن طلبت ميريوليونا أن يتابع كفاحه. |              | |                    |
| 73 | 22           | «اختبار اختيار الفرسان الملكيين‏» " ‏Roiyaru Naitsu Senbatsu Shiken " (‏王撰騎士団選抜試験)                                       | 5 مارس 2019        |
| يجتمع فرسان السحر من مختلف فِرق فرسان السحر من أجل حضور اختبار اختيار الفرسان الملكيين، وقبل أن يبدأ، يشرح الملك وإمبراطور السحر قوانين الاختبار. |              | |                    |
| 74 | 23           | «زهرة قَسَم‏» " ‏Chikai no Hana " (‏誓いの花)                                                                                       | 12 مارس 2019       |
| تبدأ الجولة الأولى من اختبار اختيار الفرسان الملكيين ويشارك فيها فريق أستا المتألف من ميموسا وأستا وزاركس غير المهتمّ أبداً فيجد أستا نفسه وحيداً مع ميموسا في مواجهة الفريق الخصم. |              | |                    |
| 75 | 24           | «معركة شرسة‏» " ‏Gekisen " (‏激戦)                                                                                                | 19 مارس 2019       |
| بعد انتصار فريق أستا في أول مباراة من اختبار اختيار الفرسان الملكيين يأتي دور الفريق الثاني المتألف من ماغنا من الثيران السوداء وسول من فرسان الوردة الزرقاء وأخيراً أخ ميموسا، كيرش فارميليون نائب قائدة الطاووس المرجاني. |              | |                    |
| 76 | 25           | «الساحر إكس‏» " ‏Madō-shi X " (‏魔道士Ｘエックス)                                                                                 | 26 مارس 2019       |
| يعلن الحكم عن بداية مباراة الجولة الخامسة من المرحلة الأولى وتشهد غياب ساحر اسمه إكس والذي يتّضح فيما بعد أنّه أحد قادة فرسان السحر. |              | |                    |
| 77 | 26           | «ضغينة‏» " ‏In'nen " (‏因縁) | 2 أبريل 2019       |
| يبدأ فريق لاك مباراته الصعبة ويليهم فريق يونو ونويل التي ستواجه أخاها سوليد الذي لطالما كانت تخاف منه ويستهزئ بها. |              | |                    |
| 78 | 27           | «فخ القروي‏» " ‏Gemin no Wana " (‏下民げみんの罠)                                                                                 | 9 أبريل 2019       |
| المرحلة الأولى من اختبار اختيار الفرسان الملكيين تقترب من نهايتها والمرحلة الثانية على وشك البدأ. المباراة الأولى فيها بين أستا وميموسا وزاركس ضد ماغنا وكيرش وسول. |              | |                    |
| 79 | 28           | «السيد جانح ضد قزم العضلات‏» " ‏Yankī Senpai Bāsasu Kin'niku Baka " (‏ヤンキー先輩VS筋肉バカ)                                     | 16 أبريل 2019      |
| يتواصل القتال بين فريق أستا وفريق ماغنا، وبعد وقوع كيرش في فخ زاركس وأستا، يأتي ماغنا ليبدأ القتال بينه وبين أستا. |              | |                    |
| 80 | 29           | «الأخ الأصغر المميز ضد الأخ الأكبر الفاشل‏» " ‏Yūtōsei no Otōto Bāsasu Fudeki no Ani " (‏優等生の弟VS不出来の兄)                  | 23 أبريل 2019      |
| بعد فوز فريق أستا بالجولة الأولى من المرحلة الثانية من اختبار اختيار الفرسان الملكيين، توشك المباراة بين الأخوين فينرال ولانغريس على البدء. |              | |                    |
| 81 | 30           | «حياة رجل معيّن‏» " ‏Aru Hitori no Otoko no Ikikata " (‏ある一人の男の生き方)                                                      | 30 أبريل 2019      |
| بعد هزيمة لانغريس لفينرال، يوقفه أفراد الثيران السوداء قبل أن يقتله، ويقترح بدء نصف النهائي ضد فريق أستا قبل أوانه. |              | |                    |
| 82 | 31           | «نفلة صغيرة! حلقة تشارمي المرعبة الخاصة!‏» " ‏Puchitto Kurōbā! Akumu no Chāmī SP! " (‏プチット・クローバー!悪夢のチャーミーSP!)   | 7 مايو 2019        |
| تغادر تشارمي موقع الإختبار للعثور عن مكونات من أجل طبخ وجبة لذيذة ليونو وإمبراطور السحر، لكنها تأكل فطراً مهلوساً وتبدأ برؤية الكوابيس. |              | |                    |
| 83 | 32           | «أحفر هذا في ذاكرتك‏» " ‏Ima, Yakitsukeru " (‏今、焼き付ける)                                                                     | 14 مايو 2019       |
| بينما يقوم أستا بالتركيز لإتخاذ هيئته السوداء يقوم زاركس بقتال لانغريس لكسب الوقت لأستا. |              | |                    |
| 84 | 33           | «الفائزون‏» " ‏Shōsha " (‏勝者)                                                                                                   | 21 مايو 2019       |
| يستعد الجميع للمباراة النهائية بين الفريق بي والفريق آي التي ينوي فيها يونو استعمال كامل قوته. |              | |                    |
| 85 | 34           | «معاً في الحمام‏» " ‏Hadaka no Tsukiai "                                                                                          | 28 مايو 2019       |
| لسبب ما، القائد يامي يخبر كل الثيران السوداء أن يأخذوا حماماً معه. يبدأ يامي بالحديث للثيران السوداء عن الحادث الذي حدث عندما كان قد أصبح للتو فارس سحر وذهب في رحلة للتدريب. |              | |                    |
| 86 | 35           | «يامي وفانجانس‏» " ‏Yami to Vanjansu " (‏ヤミとヴァンジャンス)                                                                    | 4 يونيو 2019       |
| يتابع يامي رواية ماضيه في فرسان السحر قبل أن يصبح قائداً لفرقة الثيران السوداء لفرسان السحر. |              | |                    |
| 87 | 36           | «تشكيل الفرسان الملكيين‏» " ‏Roiyaru Naitsu Kessei " (‏王撰騎士団結成)                                                            | 11 يونيو 2019      |
| يتم أخيراً تشكيل الفرسان الملكيين بعد اختيار أفرادهم إعتماداً على نتائج اختبار اختيار الفرسان الملكيين وتبدأ الخطوة الأولى من أجل مهاجمة مخبأ عين شمس منتصف الليل. |              | |                    |
| 88 | 37           | «اقتحام مخبأ عين شمس منتصف الليل!!!‏» " ‏Byakuya no Magan Ajito Totsunyū " (‏白夜の魔眼アジト 突入!!!)                            | 18 يونيو 2019      |
| يستعد جميع أفراد الفرسان الملكيين بعد إعلان أسماء أفرادهم للهجوم على مخبأ عين شمس منتصف الليل بعد ثلاثة أيام. |              | |                    |
| 89 | 38           | «مقر الثيران السوداء‏» " ‏Kuro no Bōgyū Ajito "                                                                                  | 25 يونيو 2019      |
| في الوقت الذي يقتحم فيه الفرسان الملكيون مخبأ عين شمس منتصف الليل، يتلقى يامي رسالة من قائد الفجر الذهبي ويغادر مقر الثيران السوداء هو وفانيسا وماغنا، وبعد ذلك بوقت قصير يتعرض المقر للهجوم وتقع حماية المقر على عاتق من تبقى فيه، غوش وغراي وغوردون.                                                                        |              | |                    |
| 90 | 39           | «معركة سحر جنونية‏» " ‏Muchakucha na Mahōsen " (‏ムチャクチャな魔法戦)                                                            | 2 يوليو 2019       |
| بينما يقع غوش وغوردون وغراي في وضع حرج بسبب تعرضهم لهجوم عنيف من العدو أثناء محاولتهم لحماية مقرهم، يظهر شخص غامض من داخله وسط حيرة كبيرة من أفراد الثيران السوداء. |              | |                    |
| 91 | 40           | «ميريوليونا ضد رايا الخائن‏» " ‏Mereoreona Bāsasu Fujitsu no Raia "                                                              | 9 يوليو 2019       |
| يقتحم الفرسان الملكيون مخبأ عين شمس منتصف الليل وينطلقون نحو مركزه حيث ليخت، وفي الطريق تلتقي مجموعة ميريوليونا برايا الخائن، أحد أفراد العين الثالثة. |              | |                    |
| 92 | 41           | «إمبراطور السحر ضد قائد عين شمس منتصف الليل‏» " ‏Mahōtei Bāsasu Byakuya no Magan Tōshu " (‏魔法帝VS白夜の魔眼頭首)                | 16 يوليو 2019      |
| في الوقت الذي تقاتل فيه ميريوليونا رايا، ويتقدم فيه يونو وفريقه نحو مركز مخبأ عين شمس منتصف الليل، وأثناء انتظار يامي لمجيء ويليام قائد الفجر الذهبي، يلتقي هذا الأخير بإمبراطور السحر. |              | |                    |
| 93 | 42           | «يوليوس نوفاكرونو‏» " ‏Yuriusu Novakurono "                                                                                      | 23 يوليو 2019      |
| يستمر القتال الحاد بين يوليوس إمبراطور السحر وليخت قائد عين شمس منتصف الليل من أجل الحصول على أحجار السحر. |              | |                    |
| 94 | 43           | «مستقبل جديد‏» " ‏Atarashii Mirai " (‏新しい未来)                                                                                 | 30 يوليو 2019      |
| يحضر يامي ليرى ليخت وهو يطعن إمبراطور السحر بسيف من النور في حالة ذهول، وفي تلك الأثناء ميريولوينا لا تزال تقاتل رايا من العين الثالثة في مخبأ عين شمس منتصف الليل في الوقت الذي يصل فيه يونو ومن معه إلى مصدر دقات القلب التي كانوا يسمعونها.                                                                                |              | |                    |
| 95 | 44           | «انبعاث‏» " ‏Tensei " | 6 أغسطس 2019       |
| منذ فترة طويلة، كانت هناك كائنات ذات قوة سحرية عالية جداً تعيش في مملكة كلوفر تسمى الإلف. أمتلك ليخت كتاب تعاويذ ذو أربع نفلات وعاش هو سلمياً مع إخوانه. يوم ما، إنسانة تُدعى تيتيا وأخيها الأكبر حدث أن جاءوا لقريتهم. وكان شقيقها الأكبر أيضاً ذو كتاب تعاويذ بأربع نفلات تماما مثل ليخت وأعرب عن أمله في عيش البشر والإلف معاً. |              | |                    |
| 96 | 45           | «قائد الثيران السوداء ضد الوردة البرية القرمزية‏» " ‏Kuro no Bōgyū Danchō Bāsasu Shinku no Nobara " (‏黒の暴牛団長VS真紅の野薔薇) | 13 أغسطس 2019      |
| بعد أن إنكشفت نوايا باتري الذي كان ينتحل شخصية ليخت الحقيقي لإسترجاع رفاقه الإلف، يبدأ العديد من فرسان السحر عبر مملكة كلوفر بالسطوع لسبب ما. |              | |                    |
| 97 | 46           | «وضع سيّئ للغاية‏» " ‏Attō-teki Ressei "                                                                                          | 20 أغسطس 2019      |
| يواجه يامي شارلوت روزلي قائدة فرقة فرسان الوردة الزرقاء التي ولدت من جديد كإلف، وفي مخبأ عين شمس منتصف الليل، يجد أستا والبقية أنفسهم يقاتلون رفاقهم الذين ولدوا أيضاً من جديد كإلف. |              | |                    |
| 98 | 47           | «الأسد النّائم‏» " ‏Nemureru Shishi " (‏眠れる獅子)                                                                                | 27 أغسطس 2019      |
| يستمر هجوم الإلف الذين ولدوا من جديد في أجسام الكثير من فرسان السحر، ويعاني أفراد الأسود الملوك القرمزية بمن فيهم ليو ضدّ نائب قائدهم الذي تحول إلى إلف هو الآخر. |              | |                    |
| 99 | 48           | «طريق النّجاة اليائس‏» " ‏Inochigake no Ikiru Michi "                                                                             | 3 سبتمبر 2019      |
| بعد إخراجها لأستا وزورا من منطقة المعركة، تواجه ميريوليونا فارميليون رايا وبقية فرسان السحر الذين تحولوا إلى إلف بمفردها. |              | |                    |
| 100 | 49           | «لن نخسر أمامك‏» " ‏Omaeni wa Makenai " (‏オマエには負けない)                                                                     | 10 سبتمبر 2019     |
| بعد أن أخذ رايا أستا إلى حيث يوجد ليخت، يجد هذا الأخير ميموسا تتعرض للهجوم من قبل كلاوس وهامون من الفجر الذهبي وقد تحولا إلى إلف، وخلفهما يتفاجأ أستا بوجود صديق طفولته يونو. |              | |                    |
| 101 | 50           | «أرواح القرية المعزولة‏» " ‏Saihate no Mura no Inochi "                                                                          | 17 سبتمبر 2019     |
| بعد القتال الضاري بين يونو وأستا وليخت الحقيقي، يكتشف الجميع أن نفس الشيء يحدث في جميع أرجاء المملكة ويتجهون إليها، وفي الطريق يلاحظون أنّ قرية هاجي تتعرض للهجوم. |              | |                    |
| 102 | 51           | «معجزتان‏» " ‏Futatsu no Kiseki " (‏2つのキセキ)                                                                                  | 24 سبتمبر 2019     |
| بعد رؤية يونو وأستا لقريتهما قرية هاجي وهي تتعرض للهجوم في طريقهما للعاصمة الملكية، ينزلان في الوقت المناسب لحماية عائلتهما، لكنّ الأب كان قد تعرض للهجوم بالفعل وهو تحت تأثير السم بينما يحاول أستا علاجه. |              | |                    |

### الموسم الثالث (2019–20)
| ر. السلسلة | ر. في الموسم | عنوان الحلقة | تاريخ العرض الأصلي |
| --- | ------------ | --- | ------------------ |
| 103 | 1            | «تحرّر من البلاء‏» " ‏Inga Kaihō " | 1 أكتوبر 2019      |
| يتعرض الأب والقرويين الآخرين من قرية هاجي للهجوم من قبل الفارس السحري من الأوركات الأرجواني الذي تجسد فيه الإلف الذي يستخدم سحر نبات السم. أستا ويونو يحاولان إنقاذ القرويين ولكن لا يبدو أنه توجد وسيلة لكسر التعويذة. حينها يظهر فجأةً من كتاب أستا السيف الذي تركه ليخت فيأخذه ليعالج الأب والقرويين. |              | |                    |
| 104 | 2            | «غضب البرق ضد الإصدقاء‏» " ‏Ikari no Ikazuchi Bāsasu Nakama " (‏怒りの雷VS仲間)                                                                         | 8 أكتوبر 2019      |
| بعد إنقاذ أستا ويونو لقريتهما هاجي يتوجهان إلى العاصمة الملكية حيث يشعران بسحر الإلف من مكانين مختلفين فينفصلا. وفي تلك الأثناء لاك المنبعث كإلف يهاجم البلدة. |              | |                    |
| 105 | 3            | «ابتسامات، دموع‏» " ‏Egao Namida " | 15 أكتوبر 2019     |
| بعد حضور أستا وإمساكهم لِلاك، يحاول هذا الأخير الإفلات من قبضتهم بينما يحاول أستا استعمال سيفه الجديد لإلغاء سحر الانبعاث وإستعادة لاك. |              | |                    |
| 106 | 4            | «طريق الانتقام، طريق التكفير‏» " ‏Fukushū no Michi Tsugunai no Michi " (‏復讐の道 償いの道)                                                             | 22 أكتوبر 2019     |
| بعد إنقاذهم لِلاك ولقائهم بباقي الثيران السوداء، ينطلقون نحو العاصمة الملكية لإنقاذ المملكة، وفي الطريق يتلقون بأشخاص لم يتوقعوهم. |              | |                    |
| 107 | 5            | «معركة قلعة كلوفر‏» " ‏Kessen Kurōbā-jō " | 29 أكتوبر 2019     |
| بعد إنقاذ أستا وأصدقائه لسكان القرية، لانغريس وأفراد الفجر الذهبي يتجهون للعاصمة الملكية لمهاجمة القعلة الملكية. |              | |                    |
| 108 | 6            | «راقصة ساحة المعركة‏» " ‏Senjō no Maihime " (‏戦場の舞姫)                                                                                               | 5 نوفمبر 2019      |
| يحاول نوزيل ونويل قتال كيفن في الحيز الذي صنعته بسحرها، لكنّهما لا يستطيعان التحكم في سحرهما كما ينبغي، لكن نويل تفكر في طريقة لإبطال سحر كيفن. |              | |                    |
| 109 | 7            | «الساحران المكانيان الأخوان‏» " ‏Kūkan Madōshi no Kyōdai "                                                                                             | 12 نوفمبر 2019     |
| تحاول ميموسا وأخوها إخلاء مسكن فارميليون باستعمال سحرهم المربك للعدو، وفي نفس الأثناء لانغريس يصل للقلعة الملكية وهدفه قتل الملك. |              | |                    |
| 110 | 8            | «الثور الهائج ينضم للمواجهة!!‏» " ‏Abare Ushi Chōjō Kessen Sansen!! " (‏暴れ牛 頂上決戦参戦!!)                                                          | 19 نوفمبر 2019     |
| تستمر المواجهة بين فرسان السحر والإلف المستحوذين على أجساد بعض فرسان السحر الآخرين، حيث بدأ باتري خطة مخيفة. وفي تلك الأثناء يصل الثور الهائج. |              | |                    |
| 111 | 9            | «الأعين التي في المرآة‏» " ‏Kagami no Naka no Hitomi "                                                                                                 | 26 نوفمبر 2019     |
| تنقل قائدة الطواويس المرجانية فانيسا ومن معها إلى عالم الأحلام وتفصلهم عن أستا والبقية الذين يعانون أمام غوش المنبعث كإلف. |              | |                    |
| 112 | 10           | «البشر الذين يمكن الوثوق بهم‏» " ‏Shinjirareru Ningen " (‏信じられる人間)                                                                               | 3 ديسمبر 2019      |
| فانيسا وفريقها عرفوا كيفية مغادرة العالم السحري للقائدة دوروثي نتيجة خطة سالي، ولكن القول أسهل من الفعل. حينها يفكر لاك بفكرة لمساعدتهم على الخروج. وفي الوقت نفسه، لا يزال أستا يحاول إلغاء تعويذة الإنبعاث عن غوش وماري ولكن لا يمكنه حتى الاقتراب منهم.                                              |              | |                    |
| 113 | 11           | «اقتحام قصر الظلال‏» " ‏Totsunyū Kage no Ōkyū " | 10 ديسمبر 2019     |
| بعد معركتهم الاخيرة، أستا وبعض الآخرين يقررون اللحاق بالقائد يامي والآخرين الذين قد توجهوا بالفعل إلى قصر الظلال. ومع ذلك، الإلف يعترضون طريقهم. |              | |                    |
| 114 | 12           | «آخر الغزاة‏» " ‏Saigo no Nyūjō-sha " (‏最後の入城者)                                                                                                   | 17 ديسمبر 2019     |
| يدخل أستا ومن معه إلى قصر الظلال ليجد نفسه مواجهاً ريل هو وميموسا، بينما تواجه نويل فانا، وفي تلك الأثناء يصل يونو أخيراً. |              | |                    |
| 115 | 13           | «عقل مدبر‏» " ‏Kuromaku " | 24 ديسمبر 2019     |
| يكتشف رايا أن روني يكذب قبل أن يهاجمه هذا الأخير بقليل في حيرة ودهشة من الجميع، ليُظهر حقيقته ويكشف أسراراً لم يكن أحد يعرفها. |              | |                    |
| 116 | 14           | «العدو الطبيعي المطلق‏» " ‏Saikyō no Tenteki " (‏最強の天敵)                                                                                            | 7 يناير 2020       |
| يواصل أستا ويونو قتال باتري بعد أن تحول إلى إلف أسود في محاولة لإعادته إلى طبيعته وإعادة القائد فانجانس. |              | |                    |
| 117 | 15           | «كسر الختم‏» " ‏Ima Fū o Kiru Toki " | 14 يناير 2020      |
| يواصل يامي وشارلوت معاناتهما في قتال الشيطان، وفي اللحظة التي تظن فيها شارلوت أنّه متكافئون في القوى، يقرر الشيطان استعمال كتاب تعاويذه الخماسي أخيراً. وفي مكان آخر، فينرال مندهش من قدرة نيرو على الكلام.                                                                                               |              | |                    |
| 118 | 16           | «لقاء عبر الزمان والمكان‏» " ‏Jikū o Koeta Saikai " (‏時空を超えた再会)                                                                                 | 21 يناير 2020      |
| 119 | 17           | «الهجوم الأخير‏» " ‏Owari no Ichigeki " (‏終わりの一撃)                                                                                                 | 28 يناير 2020      |
| يستمر القتال مع الشيطان، ويحاول أستا استعمال قواه لتشكيل هجوم جديد يستطيع تنفيذه وحده، وفي تلك الأثناء يونو أيضًا يقوم بشيء يدهش ليخت وإمبراطور السحر. وفي مكان آخر، يريد يامي المساعدة بشكلٍ ما. |              | |                    |
| 120 | 18           | «فجر‏» " ‏Yoake " (‏夜明け) | 4 فبراير 2020      |
| بعد توجيه الضربىة القاضية للشيطان، يحاول فرسان السحر والإلف الهرب من قصر الظلال والخروج منه كي لا يلتهمهم سحر الشيطان. |              | |                    |
| 121 | 19           | «ثلاث مشاكل‏» " ‏Mitsu no Komatta Koto " (‏3つの困ったこと)                                                                                             | 11 فبراير 2020     |
| يتفاجأ يامي بظهور إمبراطور السحر يوليوس نوفاكرونو الذي رآه يموت أمام عينيه. يشرح هذا الأخير ما حدث وسبب نجاته، ثم يخبر البقية فيما بعد بوجود ثلاث مشاكل خطيرة. |              | |                    |
| 122 | 20           | «أحلك سواد ممكن‏» " ‏Makkurokekke " (‏真っ黒けっけ) | 18 فبراير 2020     |
| يحاول دامناتيو كيرا إلقاء اللوم على أستا من أجل التضحية به لإنقاذ فرسان السحر، لكن في تلك الأثناء يظهر يامي ومعه باقي أفراد الثيران السوداء، ويبدو أنّ لهم رأيًا آخر. |              | |                    |
| 123 | 21           | «نيرو تتذكر... الجزء الأول‏» " ‏Nero: Tsuikai Soshite... Zenpen " (‏ネロ、追懐そして…前編)                                                              | 25 فبراير 2020     |
| نيرو تتذكر ما حدث قبل 500 عام بينها وبين لوميير وكذلك الأحداث التي أدت إلى ظهور الشيطان. |              | |                    |
| 124 | 22           | «نيرو تتذكر... الجزء الثاني‏» " ‏Nero: Tsuikai Soshite... Kōhen " (‏ネロ、追懐そして…後編)                                                              | 3 مارس 2020        |
| نيرو تتذكر ما حدث بعد تحولها لطائر ولقاءها بأستا لأول مرة وما حدث إلى أن عاد الشيطان من جديد وهزيمتهم له في النهاية. |              | |                    |
| 125 | 23           | «عودة‏» " ‏Kikan " (‏帰還) | 10 مارس 2020       |
| يعود أفراد الثيران السوداء إلى موقع مقرهم، لكنهم يكتشفون وجود مشكلة عليهم حلها في الحال. |              | |                    |
| 126 | 24           | «اعتراف الوردة الزرقاء‏» " ‏Aobara no Kokuhaku " (‏碧薔薇の告白)                                                                                        | 17 مارس 2020       |
| يذهب يامي وأستا إلى قائدة فرسان الوردة الزرقاء للسؤال عن لعنتها من أجل بعض الدلائل عن الشياطين. |              | |                    |
| 127 | 25           | «دلائل‏» " ‏Tegakari " (‏手掛かり) | 24 مارس 2020       |
| يتجه أستا مع غوش وغراي وغوردون إلى منزل عائلة غوردون لسؤالهم عن السحر المحظور والشياطين، وفي تلك الأثناء تتجه نويل للعاصمة الملكية لاكتشاف سرّ يخصّ موت أمّها. |              | |                    |
| 128 | 26           | «إلى مملكة هارت!‏» " ‏Hāto Ōkoku e! " (‏ハート王国へ!)                                                                                                  | 31 مارس 2020       |
| يعود أستا إلى مقر الثيران السوداء ويخبر يامي بما اكتشفوه، ثم يتجهون إلى مقر الفجر الذهبي للقاء ميموزا التي تعرف طريقة لدخول مملكة هارت بشكل قانوني. |              | |                    |
| 129 | 27           | «الشيطان ميغيكولا‏» " ‏Akuma Megikyura " (‏悪魔メギキュラ)                                                                                              | 7 أبريل 2020       |
| 130 | 28           | «اجتماع قادة فرق فرسان السحر الجديد‏» " ‏Shin Mahō Kishi-dan Danchō Kaigi " (‏新・魔法騎士団団長会議)                                                   | 14 أبريل 2020      |
| يجتمع قادة فرق فرسان السحر مع إمبراطور السحر لنقاش ما سيقومون به لمواجهة الشيطان ميغيكولا ومملكة سبيد. |              | |                    |
| 131 | 29           | «عزيمة جديدة‏» " ‏Aratanaru Ketsui " (‏新たなる決意) | 21 أبريل 2020      |
| يعود أستا ويونو إلى قرية هاجي لزيارة أهلهما والاطمئنان على القرية والتغييرات التي طرأت عليها. |              | |                    |
| 132 | 30           | «استفاقة الأسد‏» " ‏Mezameru Shishi " (‏目覚める獅子)                                                                                                   | 28 أبريل 2020      |
| تأتي القائدة ميريوليونا إلى مقر الثيران السوداء فجأة وتأخذهم من جديد إلى منطقة السحر القوة بركان يولتيم، لكن هذه المرة بتدريب جديد. |              | |                    |
| 133 | 31           | «استفاقة الأسد، تتمّة‏» " ‏Zoku Mezameru Shishi " (‏続・目覚める獅子)                                                                                    | 7 يوليو 2020       |
| بعد عثورهم على الديماس السري في الكهف البركاني، يدخل فريق للبحث عن أداة سحرية قوية في أعماقه. |              | |                    |
| 134 | 32           | «المجتمعون‏» " ‏Atsumerareta Monotachi " (‏集められた者たち)                                                                                            | 14 يوليو 2020      |
| تأخذ ميريوليونا أستا ونويل معها إلى منزلها من أجل اجتماع بينهم وبين فويغوليون وميموزا وأخ ميموزا، وسبب الاجتماع هو القيام بشيء سيؤثر على مستقبل المملكة بأسرها. |              | |                    |
| 135 | 33           | «الشخص الذي يملك قلبي وعقلي وروحي‏» " ‏Kokoro ni, Kokoro ni, Kokoro ni Kimeta Hito " (‏心に、心に、心に決めた人)                                        | 21 يوليو 2020      |
| بعد عودتهم من التدريب، أستا يشر بتعب كبير، وفينرال يخبره أنّه ملعون أيضًا ويريد التدرب ليسصبح أقوى ويتخطى لعنته، وأستا يساعده في ذلك. |              | |                    |
| 136 | 34           | «قصة بحر عميق أسود‏» " ‏Kuro no Shinkai Monogatari " (‏黒の深海物語)                                                                                    | 28 يوليو 2020      |
| يذهب الثيران السوداء إلى راكوي للتدرب والاستعداد لمواجهة الشياطين، لكن في تلك الأثناء تأتي كاهونو وأخوها كياتو طلبًا للمساعة في مشكلة في المعبد الذي تحت الماء. |              | |                    |
| 137 | 35           | «قرن تشارمي من الجوع، ألفية غوردون من الوحدة‏» " ‏Chāmī Hyaku-nen no Shokuyoku to Gōdon Sen'nen no Kodoku " (‏チャーミー百年の食欲とゴードン千年の孤独) | 4 أغسطس 2020       |
| تريد تشارمي إعداد طعام يعزّز المانا بشكل كبير للغاية، لذا تلجأ لأحد الطباخين كي تتعلم منه. يشعر غوردون أنّه أصبح ضعيفًا وفقد قوته التي كانت لديه عندما كان وحيدًا، فيقرر الانعزال مجدّدًا كي يستعيد قوته. |              | |                    |
| 138 | 36           | «على خُطا زارا‏» " ‏Zara o Tsugu Mono " (‏ザラを継ぐ者)                                                                                                  | 11 أغسطس 2020      |
| يخرج زورا في رحلة للتدرب ويعود إلى دياره، وهناك يلتقي طفلًا يتدرب على السحر يذكره بطفولته. |              | |                    |
| 139 | 37           | «عودة مشعوذة إلى ديارها‏» " ‏Majo no Kikyō " (‏魔女の帰郷)                                                                                              | 18 أغسطس 2020      |
| تفكر فانيسا أيضًا في طريقة للرفع من قوة سحرها وسحر رفاقها للمساعدة في المعركة أمام مملكة سبيد والشيطان، فتجد نفسها أما خيار واحد، وهو العودة إلى غابة المشعوذات. |              | |                    |
| 140 | 38           | «معروف ليوليوس‏» " ‏Yuriusu no Tanomi Koto " (‏ユリウスの頼み事)                                                                                        | 25 أغسطس 2020      |
| يتدرب أستا ونويل لكي يصبحا أقوى لقتال الشيطان، لكن تأتي سالي من أجل إجراء تجاربها، وفي تلك الأثناء يرسل يوليوس نوزيل وفوغولين للتحري في قرية من المنطقة المهجورة. |              | |                    |
| 141 | 39           | «العائلة الذهبية‏» " ‏Konjiki no Kazoku " (‏金色の家族)                                                                                                 | 1 سبتمبر 2020      |
| يقوم يونو بمهمات متتالية من أجل فرقته الفجر الذهبي، ويتذكر ما قاله له أستا في صغرهما عن معاملة الأصدقاء وكأنهم عائلة نظرًا لعدم وجود عائلة حقيقية لهما. |              | |                    |
| 142 | 40           | «المتبقون‏» " ‏Nokosareta Hitobito " (‏残された人々) | 8 سبتمبر 2020      |
| في الوقت الذي يتدرب فيه جميع أفراد الثيران السوداء بما فيهم أستا للاستعداد للتهديد القادم من مملكة سبيد، هناك مجموعة تريد الانتقام لضحايا هجوم عين شمس منتصف الليل عن طريق اختطاف خادمي الشيطان. |              | |                    |
| 143 | 41           | «الميزان المائل‏» " ‏Katamuita Tenbin " (‏傾いた天秤)                                                                                                   | 15 سبتمبر 2020     |
| بعد اختطاف مجموعة طاردي الشيطان لماري ونيرو، يسرع غوش من أجل إنقاذ أخته بعد أن شك في تورط دامناتيو بالأمر. وفي نفس الوقت يحضر يامي أيضًا إلى مكان دامناتيو. |              | |                    |
| 144 | 42           | «من يتمنون هلاك الشيطان‏» " ‏Akuma no Horobi o Negau Mono " (‏悪魔の滅びを願う者)                                                                       | 22 سبتمبر 2020     |
| يبحث فرسان السحر عن ماري ونيرو لكن من دون جدوى، حيث تكتشف مجموعة طاردي الشيطان أمر أداة التعقب السحرية ويضللون فرسان السحر بها. |              | |                    |
| 145 | 43           | «إنقاذ‏» " ‏Dakkan " (‏奪還) | 29 سبتمبر 2020     |
| تجتمع فرق فرسان السحر من أجل محاولة إنقاذ نيرو وماري من قبضة طاردي الشيطان، فيما تحاول المجموعة الأخيرة استدراج أستا من أجل الإمساك به. |              | |                    |
| 146 | 44           | «الذين يعبدون الشيطان‏» " ‏Akuma o Agameru Monotachi " (‏悪魔をあがめる者たち)                                                                          | 6 أكتوبر 2020      |
| يبدأ فرسان السحر في فرقة الثيران السوداء يبحثون ويلاحقون المؤمنين بالشيطان الذين يريدون أخذ نيرو إلى مملكة سبيد والانضمام للشيطان. |              | |                    |
| 147 | 45           | «مستعدون للموت‏» " ‏Kesshi " (‏決死) | 13 أكتوبر 2020     |
| يلحق أخيرًا أستا وماغنا ونويل بالمؤمنين بالشيطان ويتفاجؤون من عددهم الهائل، وبينما يذهب ماغنا لإحضار التعزيزات، يحاول أستا إقناع المؤمنين بالشيطان بالعدول عن قرارهم والعودة. |              | |                    |
| 148 | 46           | «الناس الذين في الخفاء هم أكثر من علينا حمايتهم‏» " ‏Yami o Terasu Hikari ni Naru " (‏闇を照らす光になる)                                               | 20 أكتوبر 2020     |
| يصل القائد يامي قبل عبور المؤمنين بالشيطان للحدود ويحاول التحدث إليهم لكنّهم يرفضون. بعد ذلك بوقت قصير، يصل كلّ من قائدي النسور الفضية والأسود الملوك القرمزية. |              | |                    |
| 149 | 47           | «شيآن علينا إيجادهما‏» " ‏Futatsu no Sagashi Mono " (‏ふたつのさがしもの)                                                                               | 27 أكتوبر 2020     |
| يستدعي إمبراطور السحر أستا والبقية لسؤالهم عن حادثة المؤمنين بالشيطان، وفي تلك الأثناء، تتصل ملكة مملكة هارت لتعلمهم بانتهاء التجهيزات، لكن يحدث لها أمر مفاجئ ويذهب أستا ويامي وفينرال ونويل إليها في عجلة، بينما تبقى نيرو مع إمبراطور السحر الذي يريد أن يريها شيئًا ما.                              |              | |                    |
| 150 | 48           | «تحدي العذارى‏» " ‏Otometachi no Chōsen " (‏乙女たちの挑戦)                                                                                             | 3 نوفمبر 2020      |
| تريد غراي التخلص من خجلها وحرجه الذي تشعر به عندما ينظر إليها أحد ما، لذا تطلب من رفاقها في الثيران السوداء مساعدتها على التدرب. وفي وقت لاحق، تتدرب شارلوت مع أفراد فرقتها للاستعداد لتهديد الشيطان. وفي تلك الأثناء يقترح أفراد الفرقة عقد تدريب مشترك مع الثيران السوداء.                            |              | |                    |
| 151 | 49           | «صدام! معركة قادة فرق فرسان السحر!‏» " ‏Gekitotsu! Mahō Kishidan Danchōsen! " (‏激突!魔法騎士団団長戦!)                                                 | 10 نوفمبر 2020     |
| يعطي ملك مملكة كلوفر إشارة البدء في المعركة بين القادة، معركة بين فريقين من القادة، الفريق الذي يدمر بلورة الفريق الآخر أوّلًا هو الفائز. يشاهد جميع سكان مملكة كلوفر هذه المعركة. |              | |                    |
| 152 | 50           | «إلى الغد‏» " ‏Ashita e! " (‏明日へ!) | 17 نوفمبر 2020     |
| بعد معركة قادة فرسان السحر، يذهب يامي إلى بلدة القلعة من أجل حضور اختبار الالتحاق بفرسان السحر، ويصر استا على الذهاب معه لأنّه يريد العودة إلى بداياته كفارس سحر. |              | |                    |
| 153 | 51           | «المختارون‏» " ‏Erabareshi Monotachi " (‏選ばれし者たち)                                                                                                | 24 نوفمبر 2020     |
| يعقد إمبراطور السحر اجتماعًا مع القادة لتحديد المرشحين للتدريب على يد حراس الأرواح في مملكة هارت، وبعد ذلك يُقام حفل خاص لتقديم الأوسمة لفرسان السحر المشاركين في معركة عين شمس منتصف الليل ومكافأته على ما قدموه.                                                                                        |              | |                    |
| 154 | 52           | «نائب القائد لانغريس فود‏» " ‏選ばれし者たち " (‏副団長ランギルス・ヴォード)                                                                            | 1 ديسمبر 2020      |
| يصبح يونو حديث الساعة بعد ترقيه إلى فارس سحر أكبر من الفئة الأولى، ما يجعله بنفس رتبة نائب قائد الفجر الذهبي لانغريس فود ومترّشّحًا لذلك المنصب أيضًا. وهذا يلفت انتباه هذا الأخير الذي يتحدى يونو لقتال تدريبي والخاسر يجب أن يغادر الفجر الذهبي.                                                          |              | |                    |

### الموسم الرابع (2020–21)
| ر. السلسلة | ر. في الموسم | عنوان الحلقة                                                                                 | تاريخ العرض الأصلي |
| --- | ------------ | -------------------------------------------------------------------------------------------- | ------------------ |
| 155 | 1            | «حراس الأرواح الخمسة‏» " ‏Gonin no Seirei no Kami "                                            | 8 ديسمبر 2020      |
| يصل أخيرًا فرسان سحر مملكة كلوفر إلى مملكة هارت لبدء تدريبهم تحت ترحيب الملكة لوروبيتشكا وحارس الأرواح غاجا، ويبدأ هذا الأخير بشرح تفاصيل التدريب وتعيين كلّ فارس سحر لحارس أرواح خاص بتدريبهم.                                           |              |                                                                                              |                    |
| 156 | 2            | «إيقاظ القوى‏» " ‏Mezame Yuku Chikara " (‏目覚めゆく力)                                         | 15 ديسمبر 2020     |
| يستمر حراس الأرواح الخمسة في تدريب سحرة مملكة كلوفر، ويحاول غاجا استخراج قوة إلغاء السحر الخاصة بأستا. وفي تلك الأثناء، يحاول القائد يامي تخطي حدوده وإتقان منطقة المانا بمساعدة ميليوريونا.                                            |              |                                                                                              |                    |
| 157 | 3            | «النفلة الخماسية‏» " ‏Itsutsuba no Kurōbā " (‏五つ葉のクローバー)                               | 22 ديسمبر 2020     |
| يتابع أستا ورفاقة التدرب بجدّ في مملكة هارت من أجل الاستعداد للمعركة القادمة ضدّ مملكة سبيد وشيطانها. وقبل أن يبدأ أستا حصته التدريبية مع غاجا، يطلب هذا الأخير من أستا أن يحدّثه عن حياته إلى هذا الحين كي يفهم أكثر عن سر قوته.          |              |                                                                                              |                    |
| 158 | 4            | «بداية الأمل واليأس‏» " ‏Kibō to Zetsubō no Makuake " (‏希望と絶望の幕開け)                     | 5 يناير 2021       |
| تمر الأشهر الستة على التدريب وتبدأ مملكة سبيد بالتحرك أخيرًا بعد استيلائها على مملكة دايّاموند والآن ترسل حصنًا متنقّلًا عبر منطقة السحر القوي نحو مملكة هارت.                                                                               |              |                                                                                              |                    |
| 159 | 5            | «البحيرات الهادئة وظلال الغابة‏» " ‏Shizuka na Mizuumi to Mori no Kage " (‏静かな湖と森の影)    | 12 يناير 2021      |
| بعد نجاح أستا ورفاقه في هزيمة بعض من رجال مملكة سبيد والاستيلاء على قواعدهم وكذا إنقاذ بعض السكان المحبوسين، يعودون إلى مملكة هارت ليواجهوا مشكلة أخرى، ولكنها داخلية.                                                                  |              |                                                                                              |                    |
| 160 | 6            | «رسول مملكة سبيد‏» " ‏Supēdo Ōkoku no Shisha " (‏スペード王国の使者)                            | 19 يناير 2021      |
| بعد وصول يونو إلى قريته الأمّ، قرية هاجي، يصدمه الرجل الذي التقاه هناك ويقول له أنّه أمير مملكة سبيد. لكنّ يونو لا يصدّق ذلك تمامًا، فيستعمل الرجل سحره ليريَ يونو ذكرياته ويطلعه على الحقيقي، وفي تلك الأثناء يتعرض مقر الفجر الذهبي للهجوم. |              |                                                                                              |                    |
| 161 | 7            | «قوّة زينون‏» " ‏Zenon no Chikara " (‏ゼノンの力)                                                | 26 يناير 2021      |
| يصل يونو إلى مقر الفجر الذهبي ليتفاجأ بمأساة حقيقية. نصف أفراد الفجر الذهبي ملقون على الأرض أمواتًا. يواجه يونو أحد سحرة مملكة سبيد، بينما يواجه كلاوس الآخر.                                                                            |              |                                                                                              |                    |
| 162 | 8            | «الحرب العظيمة تبدأ‏» " ‏Taisen Boppatsu " (‏大戦勃発)                                          | 2 فبراير 2021      |
| تتوقف التداريب مؤّقتًا ويعود أستا إلى مقر الثيران السوداء المتمركز في المنطقة المحايدة بين ملكة كلوفر ومملكة سبيد كخط دفاع أمامي لإحضار بعض الهدايا. وفي تلك الأثناء يبدأ هجوم ثالوث الظلام.                                              |              |                                                                                              |                    |
| 163 | 9            | «دانتي ضد قائد الثيران السوداء‏» " ‏Dante Bāsasu Kuro no Bōgyū Danchō " (‏ダンテVS黒の暴牛団長) | 9 فبراير 2021      |
| بينما دانتي يهاجم مقر الثيران السوداء، يصل يامي أخيرًا ليرى أفراد فرقته في حالة يرثى لها. وفي مملكة هارت، تحاول لوروبيتشكا حماية مملكتها، لكنّها تتفاجأ من قوة حواريي الظلام.                                                             |              |                                                                                              |                    |
| 164 | 10           | «ساحة المعركة، مملكة هارت‏» " ‏Senjō Hāto Ōkoku " (‏戦場 ハート王国)                            | 16 فبراير 2021     |
| هناك معارك في كافة أنحاء مملكة هارت بين حراس الأرواح وفرسان سحر مملكة كلوفر، في نفس الوقت الذي يستمر فيه القتال عند مقر الثيران السوداء.                                                                                                |              |                                                                                              |                    |
| 165 | 11           | «حملة المياه‏» " ‏Mizu no Seisen " (‏水の聖戦)                                                  | 23 فبراير 2021     |
| تبدأ أخيرًا المعركة المرتقبة بين فاينكا مستضيفة الشيطان ميغيكولا ولوريبتشكا وروحها ونويل، ولديهن خطّة محكمة لهزيمتها. |              |                                                                                              |                    |
| 166 | 12           | «القائد، يامي سوكيهيرو‏» " ‏Danchō Yami Sukehiro " (‏団長 ヤミ・スケヒロ)                       | 2 مارس 2021        |
| تتمكن نيرو من توجيه ضربتها واستعمال سحر الختم خاصتها على فانيكا لختم قوى الشيطان خاصتها. وفي تلك الأثناء يستمر القتال الطاحن بين يامي ودانتي.                                                                                           |              |                                                                                              |                    |
| 167 | 13           | «القسَم الأسود‏» " ‏Kuro no Chikai " (‏黒の誓い)                                                 | 9 مارس 2021        |
| تنتهي المعركة بين لوروبيتشكا ومن معها ضد فانيكا التي تقرر أخذها رهينة. وفي تلك الأثناء تستمر المعركة بين يامي وأستا ضد دانتي لكن من دون جدوى، وحينها يقرر أستا الاستعانة بشيطانه الذي يطلب مقابلًا باهظًا.                                |              |                                                                                              |                    |
| 168 | 14           | «تنشيط الأقوى‏» " ‏Saikyō no Taidō " (‏最強の胎動)                                              | 16 مارس 2021       |
| يعود أفراد الثيران السوداء إلى مملكة كلوفر بعد فقدانهم لقائدهم يامي. يعد قادة فرق فرسان السحر اجتماعًا طارئًا مع إمبراطور السحر لوضع خطّة لخطوتهم التالية.                                                                                 |              |                                                                                              |                    |
| 169 | 15           | «طقس الارتباط بالشيطان‏» " ‏Jūma no Gi " (‏従魔の儀)                                            | 23 مارس 2021       |
| تستيقظ نويل أمام قائد عين شمس منتصف الليل السابق وأفراد العين الثالثة وتطلب منهم مساعدتها لتصبح أقوى. في تلك الأثناء يخبر ناهاتو أفراد الثيران السوداء أنّ لديهم يومين ليصبحوا أقوى قبل أن يأخذ أستا لتدريبه على استعمال قوى الشيطان.    |              |                                                                                              |                    |
| 170 | 16           | «المستقبل البعيد‏» " ‏Haruka Mirai " (‏ハルカミライ)                                            | 30 مارس 2021       |
| يواجه أستا شيطانه ليهزمه لكي يتمكن من إنهاء طقس الارتباط بالشيطان الذي يخوله التحكم بقواه، بينما يحاول هذا الأخير الفوز لكي يستحوذ على جسد أستا.                                                                                        |              |                                                                                              |                    |